# Szlamica
Szlamica – struga w Puszczy Augustowskiej, jest zachodnim dorzeczem jeziora Szlamy.
Szlamica przepływa przez jeziora: Głębokie oraz Szlamy i wpada do rzeki Marychy na Białorusi. 
Latem dolny odcinek rzeki przejmuje we władanie roślinność zanurzona, co praktycznie uniemożliwia wędkowanie. W połowie odcinka między jeziorem Szlamy a ujściem do Marychy położona jest wioska Kalety.